# Colin Salmon
Colin Salmon (nascido em 6 de dezembro de 1962) é um ator britânico mais conhecido por interpretar o Charles Robinson em três filmes de 007.

## Vida pessoal
Salmon nasceu em Bethnal Green, Londres, Inglaterra, filho de Sylvia Ivy Brudenell Salmon, uma enfermeira. Ele cresceu em Luton e participou Escola Primária Ramridge e Ashcroft High School. Ele jogou no Luton Town Football Club. Salmon casou-se com Fiona Hawthorne em 1988, os dois têm quatro filhos: Sasha, Rudi, Eden e Ben.

## Filmografia
| Ano  | Filme                      | Papel                 |
| ---- | -------------------------- | --------------------- |
| 1997 | 007 - O Amanhã Nunca Morre | Charles Robinson      |
| 1998 | The Wisdom of Crocodiles   | Martin                |
| 1999 | The World Is Not Enough    | Charles Robinson      |
| 2001 | My Kingdom                 | The Chair             |
| 2002 | Resident Evil              | James "One" Shade     |
| 2002 | Die Another Day            | Charles Robinson      |
| 2003 | The Statement              | Pai Patrice           |
| 2004 | Freeze Frame               | Detetive Mountjoy     |
| 2004 | Alien vs. Predador         | Maxwell Stafford      |
| 2005 | Match Point                | Ian                   |
| 2007 | Love Story                 | Dan                   |
| 2008 | 8.3 Minutes                | Professor Chamer      |
| 2008 | The Bank Job               | Hakim Jamal           |
| 2008 | Credo                      | Dr. Reynolds          |
| 2008 | Punisher: War Zone         | Agente Paul Budiansky |
| 2009 | Blood: The Last Vampire    | Powell                |
| 2010 | Shank                      | Boogie                |
| 2011 | Single Ladies              | Jerry Waters          |
| 2012 | Resident Evil: Retribution | James "One" Shade     |

## Televisão
| Ano           | Série                | Papel          |                        |
| ------------- | -------------------- | -------------- | ---------------------- |
| 2008          | Doctor Who           | Doctor Moon    | Silence in the Library |
| 2012-13       | Arrow                | Walter Steele  |                        |
| 2014          | 24: Live Another Day | General Coburn |                        |
| 2015          | Master of None       | Ele Mesmo      | Episódio "1x5"         |
| 2015-presente | Limitless            | Jared Sanders  |                        |